# A New Day....(show)
A New Day… fueron una serie de conciertos (residency show) realizados por la cantante canadiense Céline Dion en el Coliseo del Caesars Palace en Las Vegas. Fue creado y dirigido por Franco Dragone (conocido por su trabajo con Cirque du Soleil) y estrenado el 23 de marzo del 2003. El evento de 90 minutos, introduce una nueva forma de entretenimiento teatral, una fusión de música, arte escénico innovador y tecnología punta.
En un primer momento Céline fue contratada por tres años (Dion recibió alrededor de $ 100 millones, más el 50 por ciento de las ganancias durante el contrato de tres años), sin embargo, debido a su éxito inmediato, el espectáculo continuó durante dos años adicionales. A new Day... finalizó el 15 de diciembre de 2007, después de una carrera de 5 años siendo la residencia de conciertos más exitosa de todos los tiempos, recaudando más de 385 millones de dólares y atrayendo a casi tres millones de personas a 717 espectáculos.
Tras su finalización, Céline inició su nueva gira mundial llamada Taking Chances World Tour (2008-2009) hasta que, tras tomarse 2 años de descanso del mundo musical, regresó a Las Vegas el 15 de marzo de 2011 para realizar su nueva serie de conciertos, «Celine».

## Origen y Creación
La inspiración original para el espectáculo ocurrió cuando Dion y su esposo René Angélil visitaron Las Vegas en 2000, en el tiempo en que ella estaba tomando un descanso para formar una familia, y vieron una actuación de O de Cirque du Soleil en el Bellagio. Dion quedó tan conmovida e impresionada por O que ella insistió en ir al backstage para conocer a los artistas. Franco Dragone a su vez escuchó sobre la gran respuesta de Céline al escuchar su trabajo, y varias semanas después, les escribió una carta para presentar la idea de una colaboración artística. René llamó a Dragone, organizaron una reunión en persona, y A new day... fue el resultado.
Inicialmente, Dion pretendía que el espectáculo se llamara Muse , pero la banda del mismo nombre poseía derechos de autor en todo el mundo. Dion ofreció $ 50,000 por los derechos, pero la banda se negó ya que, el cantante principal Matthew Bellamy explicó que no quería que la gente pensara que eran los teloneros de Céline Dion.
El recinto del Coliseo se construyó utilizando procesos de construcción acelerados en solo unos 140 días. El escenario fue diseñado para inclinarse hacia arriba a 5.7 grados de la audiencia, para proporcionar la mejor acústica posible en un teatro circular. El otro propósito del escenario inclinado era mostrar detalles de iluminación, diseños y texturas del escenario para el show de Dion. Esto resultó extremadamente duro en los cuerpos de los bailarines, y algunos se vieron obligados a abandonar el programa temprano como resultado de sus heridas.
El plan original para el escenario y el telón de fondo (Diseñado para el show por Dirk Decloedt) era simplemente usar un proyector de video gigante , pero cuando el diseñador de iluminación, Yves Aucoin, advirtió que esto crearía sombras inaceptables cuando los bailarines corrieran delante de él, René acudió a Phil Anschutz, (cuyo canal AEG Live estaba suscribiendo la producción), y lo convenció de contribuir con 10 millones adicionales para la construcción de la pantalla LED de interior más grande de América del Norte. La pantalla LED fue producida por pantallas LED Mitsubishi Diamond Vision.
Celine y su familia se mudaron a una casa en Lake Las Vegas, ubicada en Henderson, Nevada, donde vivieron durante los cinco años que duró el espectáculo

## Crítica
El año en que se inauguró, el espectáculo recibió críticas en su mayoría mixtas en la prensa, comentando que no había suficiente equilibrio entre concierto y teatro. En TheaterMania.com, Christine Westley elogió a los sets pero escribió que la actuación de Dion fue "Insignificantemente la mejor… Los momentos más incómodos llegan cuando la música se detiene, los bailarines desaparecen, y con solo Céline y su audiencia. Ese es el momento cuando la personalidad dividida del programa realmente emerge: el mundo alternativo de Dragone se ha ido y ahora tenemos un concierto de Céline Dion, durante el cual la estrella intenta bromas ingeniosas mientras sus fanáticos gritan obligatoriamente las declaraciones "Te amamos, Céline!" y luego aguantan la respiración, esperando que ella deje de hablar y empiece a cantar de nuevo ".

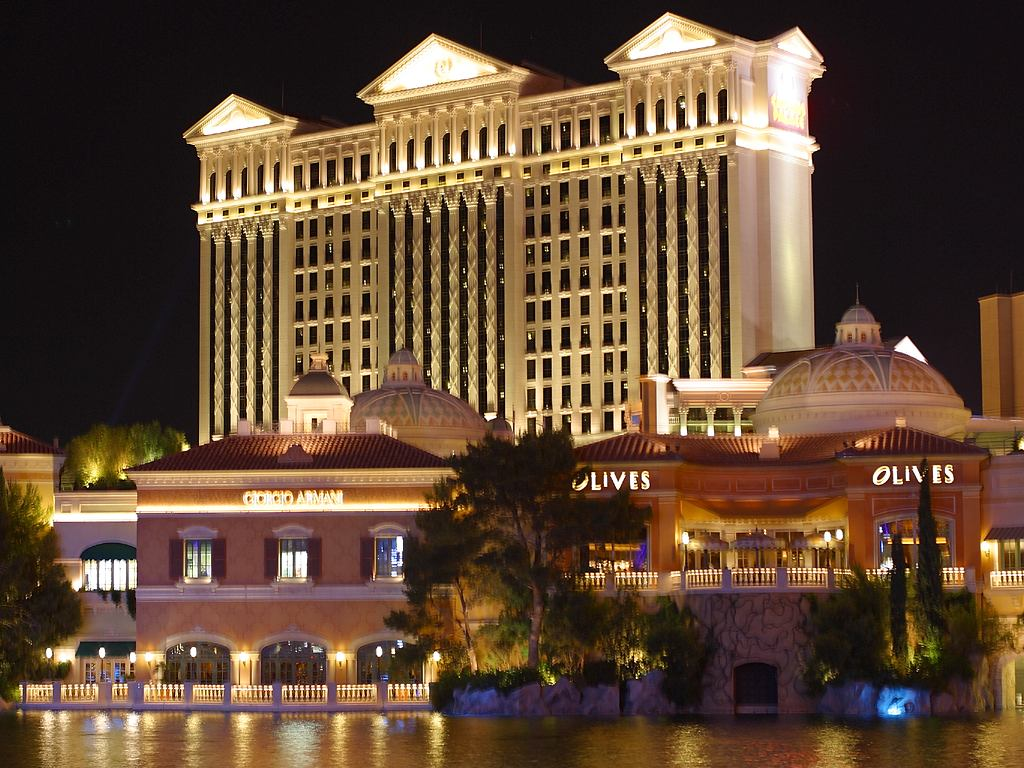
Caesar Palace

Phil Gallo de la revista Variety, elogió los sets al igual que el artículo anterior, pero criticó las elecciones en las portadas. Él declaró: "Su carrera a través de un trío nostálgico - El primer éxito de Etta James At last, la versión de Peggy Lee de Fever y la frase de Frank Sinatra I´ve Got the World on a String -resaltó su falta de alma, pero mostraron su capacidad de mimetismo: ella dice todo exactamente como lo hicieron sus predecesores. En First Time Ever I Saw Your Face, parecía que Dion y su director musical Claude Lemay tenían la suavidad de Roberta Flack en mente. Pero luego salen con una extraña extremidad, hinchando progresivamente el arreglo y su interpretación vocal. Peor aún, Dion asciende 70 pies hacia el cielo con bailarines a su alrededor. Buen efecto, pero otra canción sería más apropiada para eso.... Dion nunca parecía estar luchando, pero si no solicitaba la participación del público, no iba a obtener ninguna de todas formas ".
En el documental, A New Day ... The Secrets , incluido como un bonus en Live in Las Vegas: A New Day ... , Dion y Dragone comentaron sobre hacer cambios en el programa a lo largo de los años para incluir más apariciones de miembros de la banda, o para cambiar el aspecto de Dion para que se pareciera más a lo que los fanáticos esperaban.
El año en que A New Day ... iba a finalizar, Mike Weatherford de Las Vegas Review-Journal escribió una crítica positiva hacia Dion: "Céline se ha convertido en un 'Un nuevo día' a lo largo de los años, y para bien o para mal, el espectáculo se ha convirtido en más que una simple exhibición de una diva que la gente espera, un espectáculo pop de alto nivel con algunos detalles artísticos. Algunos errores tempranos desaparecieron rápidamente. Ha pasado mucho tiempo desde que Dion voló en un arnés o se vistió como el personaje "Pat" en ' Saturday Night Live ', con el cabello peinado hacia atrás y tirantes de hombre enganchados.Otros cambios reemplazaron lo audaz con opciones seguras y de pie firme, pero más comunes. El espectáculo ahora comienza con la canción A new Day Has Come en lugar de la simple versión capella de Nature Boy. Los clásicos Fever y At Last fueron reemplazados en mayo de 2006 por un truco tecnológico común, que revive a  Frank Sinatra para ayudar a Céline a cantar All the Way'. Y la recta final celebra el reparto como una unidad unida con el clásico de Ike & Tina Turner River Deep Mountain High. Dragone lo habría encontrado cursi en el 2003. Ahora, probablemente se da cuenta de que el programa necesitaba una energía que había sido sofocada en su infancia sobreproducida. La pantalla de alta definición más grande del mundo ya no roba el espectáculo como lo hacía antes de que los compradores de Best Buy supieran la diferencia entre un televisor de 720p y 1080p. Sin embargo el elegante espectáculo de Dragone todavía hace quedarse boquiabierto de vez en cuando ".

## Transmisiones y grabaciones
El programa se filmó por primera vez para servir como un especial de televisión para la noche de apertura. Sin embargo, el DvD Celine en Las Vegas, Opening Night Live incluyó solo 8 canciones.
En otoño de 2003, el programa se filmó nuevamente y se programó un DVD para lanzarse en otoño de 2004. Primero, en junio de 2004, un CD titulado A New Day ... Live in Las Vegas (presentando 13 canciones en vivo) fue lanzado e incluyó información promocional de que un DVD iba a ser lanzado en otoño. Este lanzamiento se canceló sin planes de lanzarlo en el futuro. Sin embargo, este DVD se mostró al público durante uno de los espectáculos cuando Celine estaba enferma y no podía actuar.
Finalmente, el show se volvió a grabar en alta definición durante la semana del 17 al 21 de enero de 2007 y se lanzó en DVD el 7 de diciembre de 2007 y en Blu-ray el 5 de febrero de 2008. El DVD formado por 2 discos, contiene más de 5 horas de imágenes nunca antes vistas, incluyendo el show y tres documentales exclusivos: Because you Loved Me(A Tribute to the Fans) , A New Day: All Access y A New Day: the Secrets. Tuvo mucho éxito en las listas de DVD de música de todo el mundo.
Según la prensa de Quebec, Live in Las Vegas - A New Day ... se agotó por completo en la provincia pocas horas después de su lanzamiento. Además, Dion hizo historia el 18 de enero de 2008 cuando Live in Las Vegas - A New Day ... se convirtió en el único DVD de música en ser certificado triple diamante en Canadá, vendiendo más de 300,000 unidades. El DVD de Dion también obtuvo el debut más grande en la historia de Nielsen SoundScan para un lanzamiento solo en DVD, con más de 70,000 copias vendidas en su primera semana, algo que nunca antes había ocurrido en la historia de la música canadiense. El DVD ocupó el puesto número 1 en la lista de DVD de música en Canadá durante muchas semanas después de su lanzamiento.
A finales de 2009, el DVD todavía estaba en el top 10, siendo el décimo DVD más vendido en los Estados Unidos. A partir del 26 de septiembre de 2010, el DVD ha vendido 433,000 copias en los Estados Unidos y ha sido certificado por 8 veces disco de platino tras la venta de 400,000 copias. Según Billboard, el DVD fue el tercer DVD de música más vendido de 2008 en los Estados Unidos y el más vendido por una artista femenina

## Repertorio
| 2003 |
| --- |
| 1. "Nature Boy" 2. "The power of love" 3. "It's all coming back to me now" 4. "Because you loved me" 5. "To love you more" 6. "I'm alive" 7. "Seduces me" 8. "If I could" 9. "Have you ever been in love" 10. "At last" 11. "Fever" 12. "I've got the world on a string" 13. "A new love (interlude)" 14. "I surrender" 15. "The first time ever I saw your face" 16. "Ammore Annascunnuto" 17. "Et je t'aime encore" 18. "I wish" 19. "Love can move mountains" 20. "I drove all night" 21. "My heart will go on" 22. "What a wonderful world" |

| 2004 |
| --- |
| 1. "Nature boy" 2. "The Power of Love" 3. "It's All Coming Back to Me Now" 4. "Because You Loved Me" 5. "To Love You More" 6. "I'm Alive" 7. "Seduces Me" 8. "If I Could" 9. "At Last" 10. "Fever" 11. "I've Got the World on a String" 12. "A New Love (interlude)" 13. "I Surrender" 14. "The first time ever I saw your face" 15. "Aria di lucia de lammermoor (interlude)" 16. "Ammore Annascunnuto" 17. "Et je t'aime encore" 18. "Love Can Move Mountains" 19. "I wish" 20. "I Drove All Night" 21. "My Heart Will Go On" 22. "What a Wonderful World" |

| 2005 |
| --- |
| 1. "A New Day Has Come" 2. "The Power of Love" 3. "It's All Coming Back to Me Now" 4. "Because You Loved Me" 5. "To Love You More" 6. "I'm Alive" 7. "In some small way" 8. "Seduces Me" 9. "If I Could" 10. "At last" 11. "Fever" 12. "I've got the world on a string" 13. "A new love (interlude)" 14. "I Surrender" 15. "Ammore Annascunnuto" 16. "I Wish" 17. "Love Can Move Mountains" 18. "I drove all night" 19. "My Heart Will Go On" 20. "What a wonderful world" |

| 2006 |
| --- |
| 1. "A new day has come" 2. "The power of love" 3. "It's all coming back to me now" 4. "Because you loved me" 5. "To love you more" 6. "I'm alive" 7. "Seduces me" 8. "If I could" 9. "All the way" 10. "I've got the world on a string" 11. "A new love (interlude)" 12. "I surrender" 13. "Ammore Annascunnuto" 14. "Pour que tu m'aimes encore" 15. "I wish" 16. "Love can move mountains" 17. "I drove all night" 18. "My heart will go on" 19. "What a wonderful world" |

| 2007 |
| --- |
| 1. "A new day has come" 2. "The power of love" 3. "It's all coming back to me now" 4. "Because you loved me" 5. "To love you more" 6. "I'm alive" 7. "Taking chances (Añadida al repertorio en noviembre de 2007)" 8. "I drove all night" 9. "Seduces me" 10. "The Christmas song (Interpretada en diciembre de 2007)" 11. "If I could" 12. "Pour que tu m'aimes encore" 13. "I surrender" 14. "Ammore Annascunnuto" 15. "All the way" 16. "I've got the world on a string" 17. "I wish" 18. "Love can move mountains" 19. "River deep, mountain high" 20. "My heart will go on" 21. "Can't help falling in love (Interpretada en agosto de 2007)" |